# ۱٬۲-دیوکستان
۱،۲-دیوکستان (به انگلیسی: 1,2-Dioxetane) یک ترکیب آلی هتروسیکلی است. این ترکیب شامل دو اتم اکسیژن مجاور هم است و لذا یک نوع پراکسید آلی است. مشتقات این ترکیب از حدواسط‌های واکنش‌های رخ داده طی نورتابی زیستی است.